# Mezinárodní den ptactva
Mezinárodní den ptactva je slaven každoročně 1. dubna ve výroční den podepsání mezinárodní Konvence o ochraně užitečného ptactva v roce 1906, slaví se již od roku 1906.